# Encyclia mapuerae
Encyclia mapuerae är en orkidéart som först beskrevs av Huber, och fick sitt nu gällande namn av Alexander Curt Brade och Guido Frederico João Pabst. Encyclia mapuerae ingår i släktet Encyclia och familjen orkidéer. Inga underarter finns listade i Catalogue of Life.